# Klavirska sonata št. 2 (Rahmaninov)
Sergej Rahmaninov: Sonata za klavir št. 2 v b molu, op. 36
Rahmaninov je skomponiral dve sonati za klavir. Št. 1, op. 28 v d molu (1908), ki je zasnovana po literarni predlogi Goethejevega Fausta in ni pogosto izvajana, ter št. 2, op. 36, ki je popularnejša.

## Okviren čas trajanja
- 1. verzija (iz leta 1913): 26 minut
- 2. verzija (iz leta 1931): 18 minut

## Ustvarjalno okolje
Skladatelj je proti koncu leta 1912 odpotoval v Rim, kjer je na Španskem trgu (Piazza di Spagna) najel isto stanovanje, kot že pred njim na svojih mnogih obiskih tega mesta skladatelj Čajkovski s svojim bratom Modestom (ki je med drugim tudi libretist Rahmaninove opere Francesca da Rimini. V tem času sta v domači Rusiji njegovi hčeri zboleli za tifusom in sta bili prepeljani v Berlin na zdravljenje). Rim je premožnejšim glasbenim ustvarjalcem služil kot mesto navdiha za komponiranje in tako je v začetku leta 1913 začel z delom na Sonati št. 2 in simfonični kantati Zvonovi, ki ju je poleti istega leta dokončal po svoji vrnitvi v Rusijo na družinskem posestvu v Ivanovki. Skladbi zaznamujejo skupne značilnosti, po avtorjevem prepričanju pa sta bili obe predolgi in ju je kasneje skrajšal.

## Prva izvedba
Krstna izvedba sonate je bila 3. decembra leta 1913 v Moskvi in jo je občinstvo toplo sprejelo, kljub temu pa je zaradi avtorjevega občutka, da je predolga, dobila leta 1931 drugo, krajšo različico, ki je odtlej bolj izvajana kakor prva.

## Motivika
Na prvi pogled je sonata zelo homogeno delo, tudi zaradi oznake attacca med 2. in 3. stavkom, predvsem pa zaradi tematskega materiala, ki se ponavlja skozi vso skladbo, na primer:
1. motiv Dies irae (npr. 1. stavek, takt 68), ki ga je Rahmaninov nevidno vtkal takorekoč v vsako delo, včasih le prvih 7 not
2. glavni in uvodni motiv 1. stavka: f1, e1, es1, des1, b, f; ki se s transpozicijami in majhnimi odkloni pojavlja v:
  1. stavku - takti 1, 3, 7, 10, 49, 59, 99, itd.;
  2. stavku - takti 37, 41 in v kadenci med takti 58 in 76
  3. stavku - takti 8, 20.., 106.., 116.., 134.
3. reminiscenca na zvonove;
  1. stavek - druga tema (takt 38), 53, 90.., 117
  2. stavek - takt 59,... v teh odlomkih lahko jasno vidimo povezavo med kantato Zvonovi; zvoki ruskih cerkvenih zvonov so Rahmaninova (tako kot npr. Messiaena ptiči) navdihovali vse življenje, od znamenitega Preludija v cis molu op. 3 dalje.

## Oblikovna analiza
1. stavek: Allegro agitato, b mol, 4/4 takt.
- napisan je v sonatni obliki in ima 2 temi (druga, lirična tema nastopi v taktu 38 - meno mosso) in je melodično sorodna prvi (vodilnem motivu), ki se sicer pojavlja v celotni skladbi.
- Izpeljava nastopi v 55. in repriza v 98. taktu.

2. stavek: Non allegro - Lento, E dur, 4/4 takt - 12/8 takt
- večino stavka poteka v tridobnem taktu, z izjemno izraznim začetkom, ki lahko spominja tudi na jazzovsko harmonsko strukturo
- glavni del stavka je lirična pripoved, ki se sprevrže v dramatično reminiscenco 1. stavka (odlomek piu mosso), pred vrnitvijo v tempo primo pa modulira v E dur in brez premora (attacca subito) preide v 3. stavek.
- začetek 2. in začetek 3. stavka sta si (razen v tonaliteti) skoraj povsem enaka - in brez vpogleda v note bi poslušalec lahko sklepal na neke vrste zrcalno A-B-A obliko 2. stavka, ki bi trajala do 8. takta 3. stavka (če bi premaknili attacco in s tem začetek 3. stavka za 8 taktov naprej).

3. stavek: L'istesso tempo - Allegro molto, b mol, 3/4 takt
- napisan je v svobodni obliki in ima 2 temi. Prva je glasna in se pojavi takoj po kratkem uvodu, druga pa nastopi v tempu poco meno mosso in je lirična. Ti dve temi sta v finalu združeni v dramatičnem glasbeno intenzivnem vrhuncu, ki zahteva pianistično virtuozno spretnost.